# Serra do Soajo
A Serra do Soajo (ou Suajo) é a sexta mais alta serra de Portugal Continental, com 1416 m de altitude e 768 m de proeminência topográfica. Situa-se nos municípios de Arcos de Valdevez, Melgaço e Monção, existindo nela uma vila milenar que tomou ou deu o nome à elevação - o Soajo. Esta serra faz parte do Parque Nacional da Peneda-Gerês e o seu topo, designado "Pico da Pedrada", é o ponto mais alto do Distrito de Viana do Castelo .
Um violento incêndio em agosto de 2010 queimou grande parte da Serra do Soajo.